# سیارک ۱۴۹۴۰
سیارک ۱۴۹۴۰ (به انگلیسی: 14940 Freiligrath، نامگذاری:1995EL8) چهارده هزار و نهصد و چهلمین سیارک کشف شده‌است که در ۴ مارس ۱۹۹۵ کشف شد.
قدر مطلق سیارک برابر ۱۳٫۵۰ است.